# Бродзішево
Бродзішево (пол. Brodziszewo, нім. Sachsenhof) — село в Польщі, у гміні Шамотули Шамотульського повіту Великопольського воєводства.
Населення — 424 особи (2011).

## Демографія
Демографічна структура станом на 31 березня 2011 року:
|          | Загалом | Допрацездатний вік | Працездатний вік | Постпрацездатний вік |
| -------- | ------- | ------------------ | ---------------- | -------------------- |
| Чоловіки | 215     | 54                 | 146              | 15                   |
| Жінки    | 209     | 46                 | 124              | 39                   |
| Разом    | 424     | 100                | 270              | 54                   |